# Chitaltic
Chitaltic är en ort i Mexiko.   Den ligger i kommunen Yajalón och delstaten Chiapas, i den sydöstra delen av landet, 800 km öster om huvudstaden Mexico City. Chitaltic ligger 881 meter över havet och antalet invånare är 115.
Terrängen runt Chitaltic är kuperad åt nordost, men åt sydväst är den bergig. Runt Chitaltic är det ganska tätbefolkat, med 67 invånare per kvadratkilometer. Närmaste större samhälle är Yajalón, 4,0 km öster om Chitaltic. I omgivningarna runt Chitaltic växer i huvudsak städsegrön lövskog.